# PC System Design Guide
Ein PC System Design Guide ist ein Leitfaden für die Auslegung von Personal Computern (kurz: PCs).
Die Unternehmen Compaq, Dell, Hewlett-Packard, Intel und Microsoft verfassten im Verlauf des Jahres 1997 gemeinsam sogenannte Network PC System Design Guidelines. Daraus entwickelte sich eine Reihe solcher Veröffentlichungen unter wechselnder Beteiligung. Sie sind nicht als Initiative der Unternehmen zu verstehen, sondern als ihre Sicht auf die Gegebenheiten des Marktes.
Die Veröffentlichungen dokumentieren die schrittweise Ablösung IBM-PC-kompatibler Computer als technische Referenz und wurden mit dem PC 2001 System Design Guide abgeschlossen.

## Farbcodes für Steckverbinder

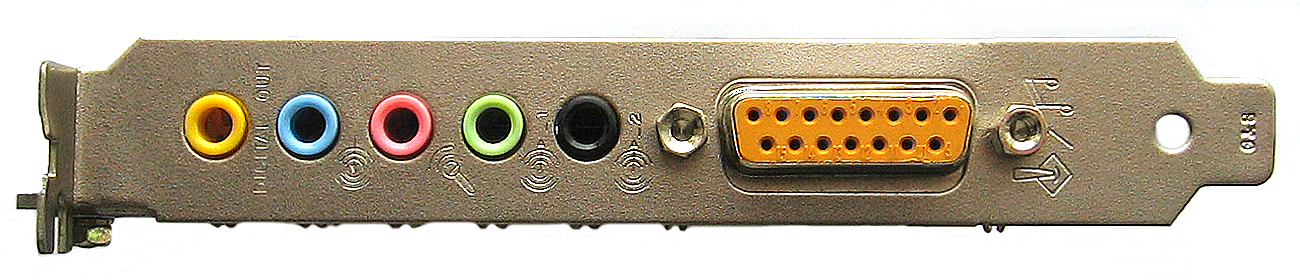
Farbcodierte Anschlüsse einer Soundblaster-Soundkarte

Die für den Endbenutzer vielleicht sichtbarste und nachhaltigste Auswirkung von PC-99 war die Einführung eines Farbcodes für die verschiedenen Standardtypen von Steckern und Anschlüssen, die an PCs verwendet werden. Da viele der Anschlüsse sehr ähnlich aussehen, insbesondere für einen unerfahrenen PC-Benutzer, wurde es für Benutzer viel einfacher, Peripheriegeräte an die richtigen Anschlüsse eines PCs anzuschließen. Dieser Farbcode wurde nach und nach von fast allen PC- und Motherboard-Herstellern übernommen. Einige der Farbcodes wurden auch von Herstellern von Peripheriegeräten weitgehend übernommen.
| Farbe (Pantone)              | Farbe (Pantone)         | Funktion                                                                        | Steckverbinder am PC                     |                   |
| Maus and Tastatur            | Maus and Tastatur       | Maus and Tastatur                                                               | Maus and Tastatur                        | Maus and Tastatur |
| ---------------------------- | ----------------------- | ------------------------------------------------------------------------------- | ---------------------------------------- | ----------------- |
|                              | Grün (3395C)            | PS/2 Maus / Zeigegerät                                                          | 6-polige Mini-DIN-Buchse                 |                   |
|                              | Lila (2715C)            | PS/2 Tastatur                                                                   | 6-polige Mini-DIN-Buchse                 |                   |
|                              | Gold (131C)             | Gameport / MIDI                                                                 | 15-polige D-Sub-Buchse                   |                   |
| Allgemeine Ein- und Ausgänge |                         |                                                                                 |                                          |                   |
|                              | Schwarz (426C)          | USB 1                                                                           | USB-Buchse (Typ A)                       |                   |
|                              | Grau (424C)             | IEEE 1394 (FireWire)                                                            | 6-poliger FireWire-400-Anschluss         |                   |
|                              | Weinrot (235C)          | Parallele Schnittstelle                                                         | 25-polige D-Sub-Buchse                   |                   |
|                              | Teal oder Türkis (322C) | Serielle Schnittstelle                                                          | 9-poligerD-Sub-Stecker                   |                   |
| Video                        |                         |                                                                                 |                                          |                   |
|                              | Blau (661C)             | Analogmonitor                                                                   | VGA-Anschluss; 15-polige D-Sub-HD-Buchse |                   |
|                              | Weiß                    | Digitalmonitor                                                                  | DVI-Buchse                               |                   |
|                              | Gelb (123C)             | Videoausgang: S-Video                                                           | 4-polige Mini-DIN-Buchse                 |                   |
|                              | Gelb (123C)             | Videoausgang: Composite Video                                                   | Cinch-Buchse                             |                   |
| Audio                        |                         |                                                                                 |                                          |                   |
|                              | Rosa (701C)             | Analogeingang für Mikrophon audio input (mono oder stereo).                     | Klinkenbuchse (3,5 mm)                   |                   |
|                              | Hellblau (284C)         | Line-In / Eingang für AUX/externe Quellen (Stereo)                              | Klinkenbuchse (3,5 mm)                   |                   |
|                              | Hellgrün (577C)         | Line-Out / Ausgang für Kopfhörer- oder (Front-)Lautsprecher (stereo)            | Klinkenbuchse (3,5 mm)                   |                   |
|                              | Orange (157C)           | Ausgang für Center- und Tiefbass-Lautsprecher [engl. center speaker, subwoofer] | Klinkenbuchse (3,5 mm)                   |                   |
|                              | Braun (4645C)           | Analog audio output for "right-to-left" speakers.                               | Klinkenbuchse (3,5 mm)                   |                   |